# Oberwies
Oberwies ist eine Ortsgemeinde im Rhein-Lahn-Kreis in Rheinland-Pfalz. Sie gehört der Verbandsgemeinde Bad Ems-Nassau an.

## Geographie
Oberwies liegt im Taunus (westlicher Hintertaunus) südwestlich von Nassau. Zur Gemeinde gehören auch die Wohnplätze Dörstheck und Gieshübel.

## Geschichte
Oberwies (ursprünglich Eberwies) kam im 14. Jahrhundert zum „Vierherrischen“ Gericht auf dem Einrich. 1775 kam der Ort zum dreiherrischen Amt Nassau. Vorübergehend von französischen Truppen besetzt („pays reserve“), gehörte der Ort ab 1816 zum Herzogtum Nassau. Seit 1866 Teil der preußischen Provinz Hessen-Nassau, wurde der Ort 1946 Teil des Landes Rheinland-Pfalz. Die Gemeinde zählt seit 1972 zur Verbandsgemeinde Nassau.
Die Einwohnerschaft entwickelte sich im 19. und 20. Jahrhundert wie folgt: 1843: 100 Einwohner, 1927: 129 Einwohner, 1964: 148 Einwohner.

## Politik

### Gemeinderat
Der Gemeinderat in Oberwies besteht aus sechs Ratsmitgliedern, die bei der Kommunalwahl am 9. Juni 2024 in einer Mehrheitswahl gewählt wurden, und dem ehrenamtlichen Ortsbürgermeister als Vorsitzendem.

### Bürgermeister
Ortsbürgermeister von Oberwies ist Dieter Pfaff. Bei den Direktwahl am 26. Mai 2019 wurde er mit einem Stimmenanteil von 63,27 % wiedergewählt. Bei der Stichwahl am 23. Juni 2024 setzte er sich mit 55,1 % durch, nachdem bei der Direktwahl am 9. Juni keiner der ursprünglich drei Bewerber eine ausreichende Mehrheit erreicht hatte.

## Sehenswürdigkeiten
- altes Backhaus
- Hof Gieshübel, bereits im 14. Jahrhundert erwähnt